# Sympetrum pochonboensis
Sympetrum pochonboensis är en trollsländeart som beskrevs av Ri Su Yong och Hong Ryong Thae 2001. Sympetrum pochonboensis ingår i släktet ängstrollsländor, och familjen segeltrollsländor. Inga underarter finns listade i Catalogue of Life.